# یک رینکن هیل
یک رینکن هیل یک مجتمع مسکونی باشکوه در انتهای تپه رینکن در سانفرانسیسکو ، کالیفرنیا ، ایالات متحده می باشد. این مجموعه که از جانب سلیمان، کوردول، بوئنز و همکار ها طراحی گردیده است و از جانب همکار های غرب شهری رواج پیدا کرده است، از دو آسمان خراش ایجاد گردیده که یک صفه خانه شهری مشترک دارند. 
برج مرتفع تر، برج جنوبی رینکن هیل ، در سال ۲۰۰۸ کامل شد و ۶۰ طبقه و ۶۴۱ فوت (۱۹۵متر) بلندی دارد. [A] [B] برج کم وسعت تر که با اسم برج دو در تپه وان رینکن به بازار ارائه گردیده، در سال ۲۰۱۴ کامل شد و ارتفاع آن به ۵۴۱ فوت (۱۶۵ متر) با ۵۰ طبقه می‌رسد. [A]  برج جنوبی حاوی آسانسورهای با سرعت بالا با ویژگی‌های اختصاصی برای جابجایی ثمر بخش شهروندان و یک مخزن گسترده آب می باشد که برای کمک به آسمان‌خراش در مقابل بادهای شدید و زلزله طراحی شده است. هم آسمان‌خراش‌ها و هم خانه‌های شهری در کل ۷۰۹ واحد مسکونی را دارا می باشد.

## تفسیر ها

### محل
این مجتمع در زمینی به ۱٫۳ جریب فرنگی (۰٫۵۳ هکتار) فقره ای در راس کوی رینکن هیل واقع شده است.  این سایت از سمت شمال غربی به خیابان هریسون، از سمت شمال به رمپ خروجی خیابان فرمونت، از سمت شرق به پل خلیج (۸۰ میان ایالتی) و ازسمت  جنوب غربی به رمپ ورودی خیابان نخست محدود می گردد.  

#### چراغ آب و هوا
جیفه با به عبارتی تاج برج جنوبی حاوی یک نوار ۲۵ نورافکن ال ای دی می باشد که کل شب روشن می مانند. هر چراغ ال ای دی انرژی اندکی مصرف می کند و ۴۰,۰۰۰ ساعت عمر آن است. از این جیفه ها برای نمایان کردن وضعیت آب و هوا استفاده می شود، درست همانند جیفه های ساختمان برکلی در بوستون. اگر هوای گرم تر پیش بینی شود، جیفه قرمز برق می زند. جیفه آبی به رخ می کشد که هوای سرد به زودی انتظار می رود. رنگ سبز به این مفهوم این می باشد که حداقل ۵۰ درصد احتمال بارندگی وجود دارد. 

## تاریخ

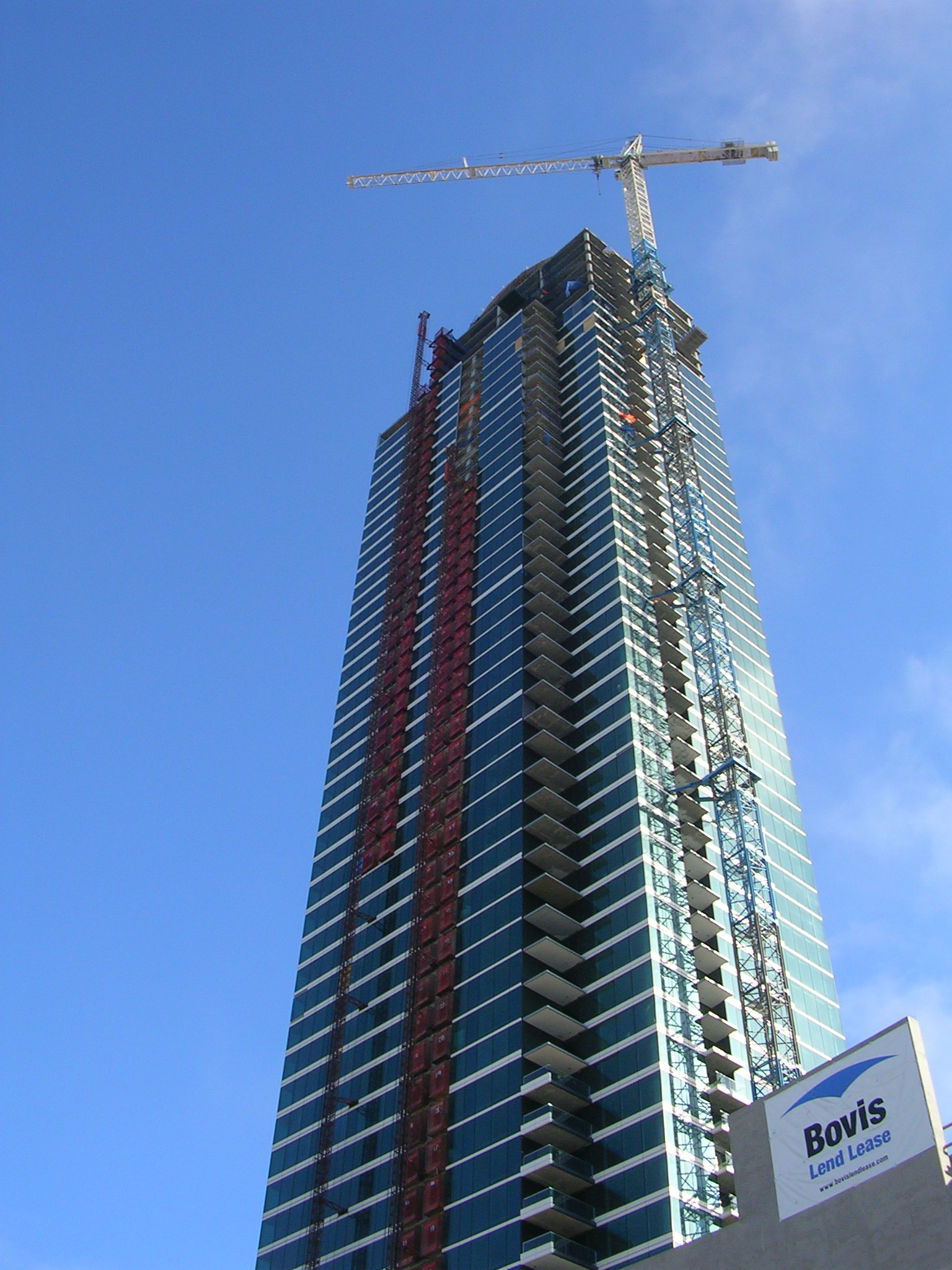
برج جنوبی در روز های میانی ماه جولای ۲۰۰۷

### برج جنوبی
۳ ماه بعد از قبول کردن این پروژه در سانفرانسیسکو، ساخت برج جنوبی با مراسم کلنگ زنی در تاریخ ۱۰ نوامبر ۲۰۰۵ شروع شد. برج جنوبی دومین برج مرتفع در حال ساخت در سانفرانسیسکو بود.

#### حادثه ساختمانی ژوئیه ۲۰۰۶

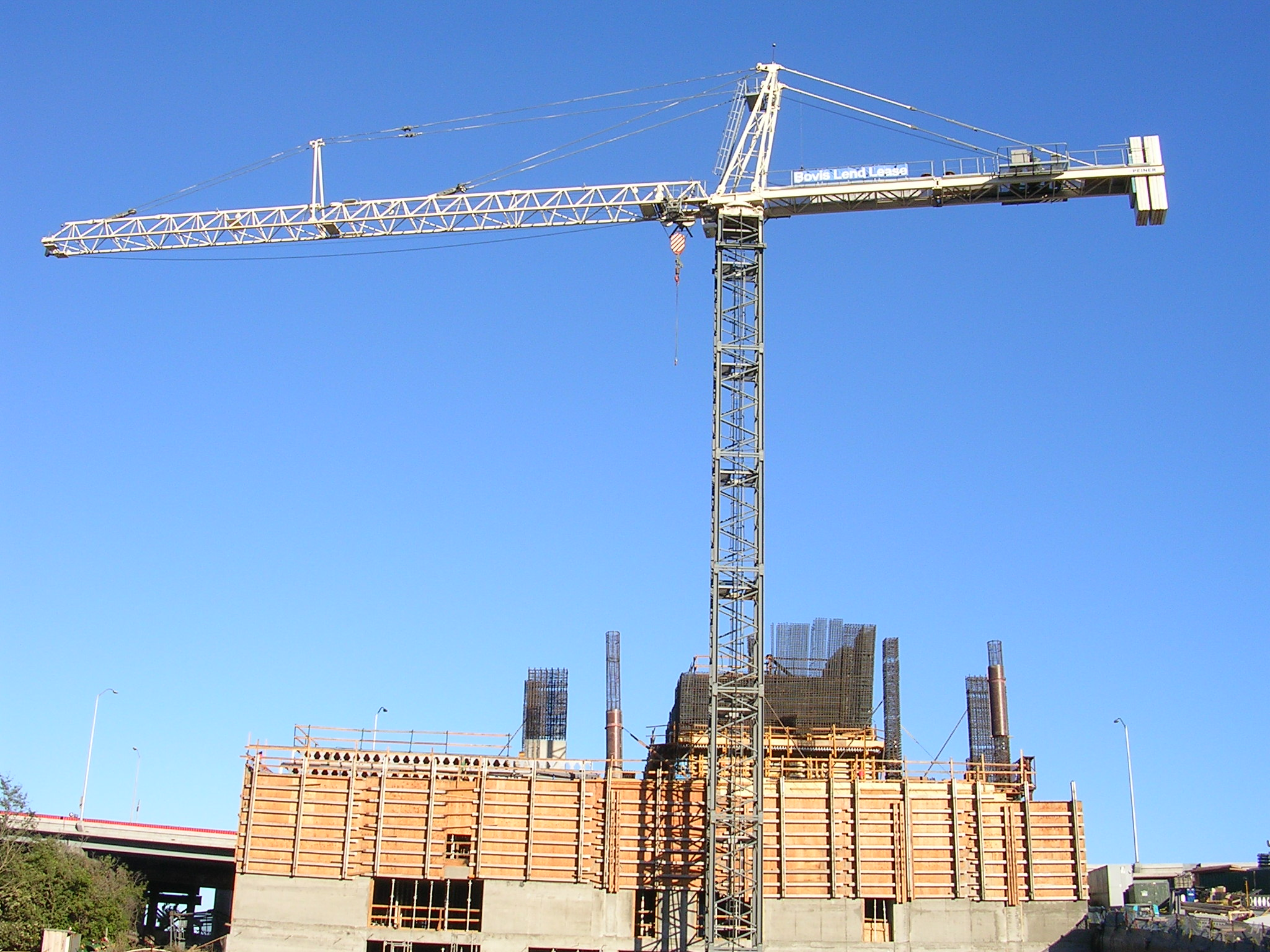
مکان ساخت و ساز و تاور کرین از تاریخ ۱۶ جولای ۲۰۰۶، چند روز پیش از رویداد.

در تاریخ ۲۱ ژوئیه ۲۰۰۶، یک سقف ساختمانی فلزی نزدیک به ساعت ۱۰:۴۵ صبح (یو تی سی -۷) سرازیر گردید. و ۲نجار و ۲ کارگر آهن بر اثر فروپاشی سازه نزدیک ۳۰ فوت (۲.۵ طبقه) مجروح گردیدند. 

### برج شمالی

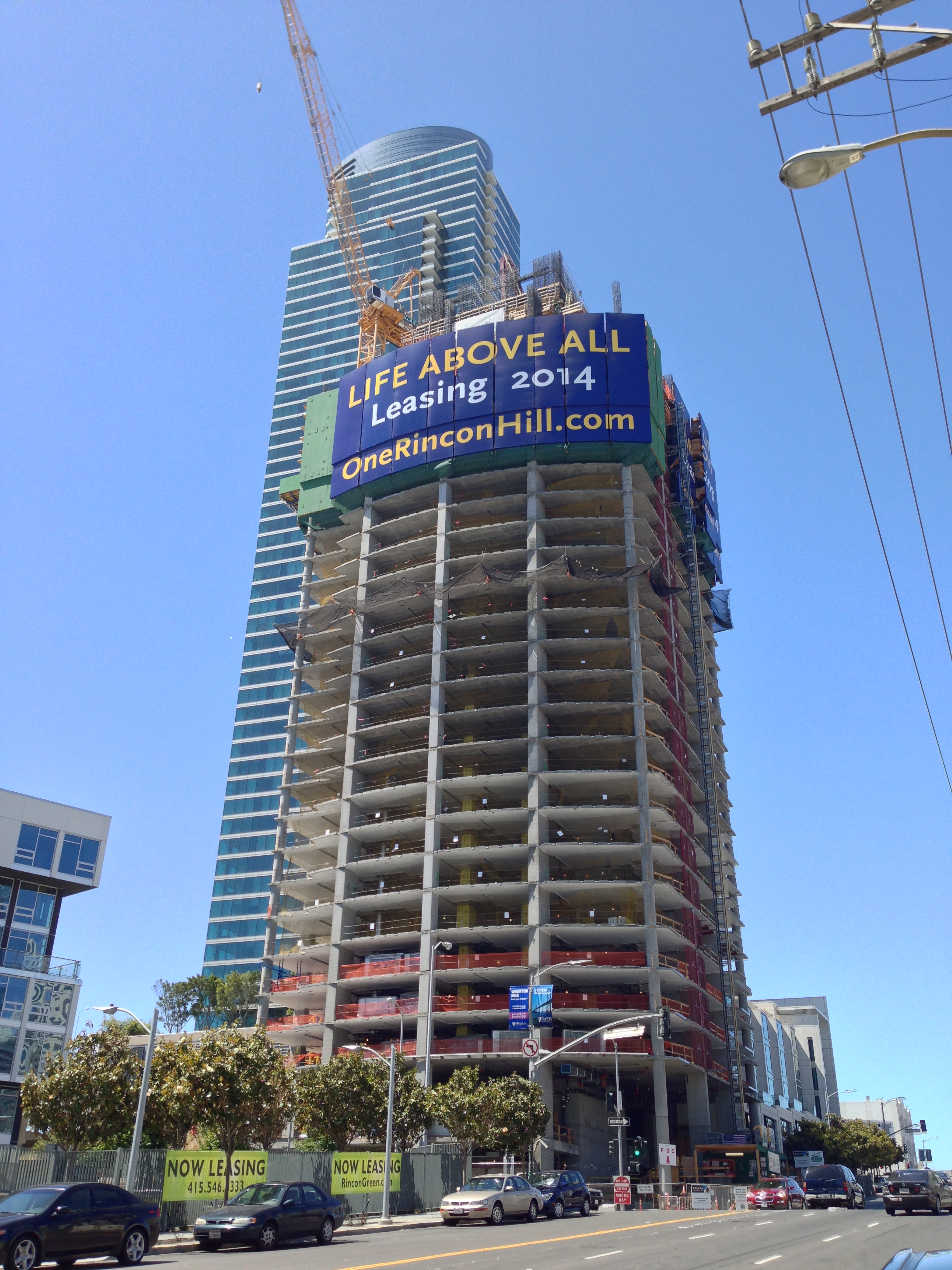
برج شمالی در حال ساخت در ژوئن ۲۰۱۳

برج شمالی به جای مانده قرار بود بعد از تابستان ۲۰۰۸ آغاز به بنا سازی شود و در سال ۲۰۰۹ کامل شد . در واقعیت، بنا سازی قرار بود در ماه ژانویه ۲۰۰۸  شروع گردد.    سپس، سازنده این چنین سخن گفت که بنا سازی در ماه مارس آغاز می شد، ولی شرکت بنا سازی در آن هنگام منتخب نگردید. بعد از ماه مارس، سازنده اینگونه گفت که بنا سازی در می ۲۰۰۸  شروع می شود. با این شرایط، به دنبال تلاطم مالی جهانی در روز های پایانی تابستان و پاییز ۲۰۰۸  ، توسعه دهندگان این طرح گزارش دادند که ساخت برج دوم به شکل بی پایان موکول گردیده است. با پیشرفت شرایط اقتصادی شهر، ساخت این برج در اکتبر ۲۰۱۲ شروع شد.  نخستین شهروندان آن هم در آگوست ۲۰۱۴ مهاجرت کردند.  برج شمالی سپس به هریسون تغییر اسم داد. 

## خرده گیری
با انتصاب قیمت کاندو از ۵۰۰,۰۰۰ تا ۲ میلیون دلار، بسیاری از خرده گیران به این نکته اشاره نمودند که مجتمع یک رینکن هیل برای بیشتر سانفرانسیس کایی ها بسیار گران می باشد.   با کل هزینه توسعه نخستین ۲۹۰ میلیون دلار آمریکا، میانگین هزینه توسعه هر واحد با مجموع ۷۰۹ واحد کما بیش ۴۰۹,۰۰۰ دلار آمریکا می باشد. با این شرایط کنونی، توسعه دهنده همکار های غرب شهری در کل ۳۸.۵ میلیون دلار به صندوق هایی همانند صندوق تثبیت جامعه جنوب بازار برای رفع این نگرانی کمک نموده است. 